# 幸福の限界
『幸福の限界』（こうふくのげんかい）は、石川達三の長編小説。1947年（昭和22年）5月13日から8月24日にかけて『中京新聞』、その他地方新聞で連載され、1948年9月に蜂書房より単行本として刊行された。のち1954年（昭和29年）3月に新潮文庫として刊行され、1957年10月の『石川達三作品集』第7巻に収録されている。

## あらすじ
ある年の暮れ、高松省子は娘を連れて渋谷の実家に帰って来た。彼女の夫はフィリピン沖で船ごと沈み、行方不明になっていた。息子は戦死したと思った水島家の舅・姑との関係がうまく行かなくなった彼女は、婚家の水島家から出て行くしかなかった。そんな娘を温かく迎えた父親の高松峯三と敦子夫人であったが、次女の由岐子はそんな姉の生き方や母親のことを、性行為をともなう女中のようなものとして批判するのであった。
高松家の隣の借家には敦子夫人の妹の明子が嫁いだ、西沢一家が暮らしていた。明子は夫、西沢陽二と7人の子を儲け、現在8人目を妊娠中であった。
由岐子は父親の会社の本社に勤める一方、演劇の勉強をしており、劇団の主催者である  大塚龍吉に淡い恋心を抱いていた。しかし、母親や姉の結婚の現状を見るにつけ、結婚否定論者になっており、彼のために良い演技を行うことで愛情表現をしようとしていた。そのため、上司の杉田課長が父親に持ってきた縁談に振り向きもしなかった。
ある時、友人3人と龍吉とスキー旅行に行くことになった由岐子は、友人達の計略で龍吉と2人だけで旅行に行く羽目におちいる。結局何事も起こらなかったが、そのことが親にばれた由岐子は峯三と喧嘩になり、家を飛び出して、龍吉の家に一晩泊めてもらう。覚悟をして龍吉のもとへ向かった由岐子であったが、龍吉はそんな彼女を紳士的に扱うのであった。一旦実家に戻って来た由岐子は、そのまま友人のアパートの隣の部屋を借りて暮らすことになった。
一方、省子のもとにも、杉田の夫人の従弟にあたる36歳の男性からの縁談の話が立ち上がっていた。その家には既に亡妻との間に2人の子供がおり、省子が連れ子をして再婚することは不可能であり、必然的に娘を実家に置いて嫁ぐことになっていた。
ある日曜日の朝、敦子夫人は西沢や女中とともに、山梨県の大月に買い出しに出かけたが、帰りの列車の中で荷物検査に会い、買い出しの荷物の殆どを押収され、警察署に連れてゆかれる。やっと解放されて実家に帰って来た途端、妹の明子が事故で流産したことを知る。明子はそのまま回復せず、命を落としてしまった。
明子の葬儀の日は省子の見合いの日でもあった。予定通り見合いをすると自身の再婚に固執する省子とそれに付き添っていった峯三、葬儀に顔を出すべく、ひとたび家に戻ってきた由岐子の有様を見ているうちに、敦子夫人は今までの結婚生活に何か誤りがあったのではないか、支払いの方が多かったのではないか、世評や子供への責任などに捕らわれていたのではないかと悩むようになる。そして、由岐子と一緒に暮らす決断をする。

## 登場人物
高松敦子
主人公。夫と見合い結婚をし、20数年の結婚生活で省子、由岐子と中学生の息子の3人の子供を育てあげた。
高松由岐子
もう一人の主人公。峯三・敦子の次女。会社勤めをする一方で龍吉のもとで演劇を習っている。従来の結婚生活に否定的な考えを持っている。
高松峯三
敦子の夫で、善良な性格だが、保守的な考えの持ち主。長女の省子やその娘の敬子のことを心配するが、由岐子とは肌が合わない。
高松省子
峯三・敦子の長女。水島家に理想的な嫁入りをしたと思っていたところ、娘を残して夫が行方不明になり、婚家にいられなくなって、実家に戻って来ている。親の勧めた再婚話に乗り気で、一見流されているような性格で、結婚を就職のようにとらえているが、妹の革新的な思想には冷ややかであり、水島家より再度戻るよう要請があった際には、はっきりと拒絶の意を示している。
高松敬子
省子の娘。母親の再婚のため、高松家に置き去りにされようとしている。
西沢明子
敦子の妹で、7人の子を産んでおり、8人目を妊娠中だった。姉の、貴方はそんなに子供を産んでどうするのか、という批判を受け流している。
西沢陽二
明子の夫で、中学の数学教師。子沢山であるため、庭でジャガイモを育てている。
大塚龍吉
劇団を主宰している、一時期名の知れた演出家。1年前に同棲していた女性と死に別れ、老母と2人暮らし。自宅の8畳の座敷を稽古場にして月・木の二回午後五時半より開放している。貧乏で服装にうといが、精悍な顔立ちの情熱家。由岐子に役者としての素養を感じながらも、途中で彼女が演劇をやめてしまうと予言する。
杉田
峯吉の会社の本社の課長で、由岐子の上司。
篠崎
杉田課長夫人が紹介した、省子の再婚相手の歯科医。2年前に夫人に死なれ、7歳の娘と5歳の息子と暮らしている。医院のほかに土地付きの貸家を2，3軒、動産を2，30万持っている。
水島夫人
省子の元嫁ぎ先の姑。省子の結婚式の5日前に突然高松家を訪問する。

## 解説
- 久保田正文は、この小説を『泥にまみれて』とともに一種の思想小説の性質を有しているとして位置付けており、一種の教養小説として捉えている。結婚は女性にとって、性生活を伴なう女中生活でしかないのではないか、という疑問から発して、そこから結論への180度の転換のための小説的現実と論理を動員して、妻は家庭の犠牲となるべきである、自分の幸福を捨てることがかえって一番の幸福であり、生きている限りつづく地獄の中から、努力して天国を築いてゆかなければならないとする主張に説得力を持たせている、と述べている[1]。
- 作者自身は、娘の由岐子よりも敦子夫人や、夫の高松峯三、夫人の妹の明子夫人やその夫の西沢陽二が気に入っているといい、とりわけ、明子夫人のことを動物的だという批判とは別に好きであり、作者が10歳の時に、9人の子供を残して39歳でなくなった母親の像を自然に重ねていたのではないか、と述べている[2]。

## 出版
- 『幸福の限界』蜂書房1948年9月
- 『幸福の限界』新潮文庫 1954年3月
- 『石川達三作品集第七巻』新潮社 1957年10月
- 『幸福の限界　泥にまみれて　石川達三作品集第五巻』新潮社 1972年2月

## 映画
大映製作・配給、88分、モノクロ。1948年11月1日公開。
スタッフ
- 監督 - 木村恵吾
- 脚本 - 新藤兼人
- 企画 - 清水龍之介
- 撮影 - 竹村康和
- 音楽 - 大沢寿人
- 美術 - 上里義三
- 録音 - 大谷巖
- 照明 - 島崎壱弐

キャスト
- 由岐子 - 原節子
- 大塚 - 藤田進
- 母 - 田村秋子
- 父峰三 - 小杉勇
- 長男 - 片山明彦
- 長女省子 - 市川春代
- 西沢 - 南部彰三
- 妻 - 沢村貞子
- 杉田 - 斎藤達雄
- 医者 - 近衛敏明